# Westerberg (Lamstedt)
Der Westerberg ist ein maximal 66 m ü. NHN hoher mit Mischwald bestandener Höhenzug im Norden der Samtgemeinde Börde Lamstedt im niedersächsischen Landkreis Cuxhaven. Er ist wie der nordnordwestlich benachbarte Höhenzug Wingst (74 m), mit der er einen Teil der Ostgrenze des Landes Hadeln bildet, eine Endmoräne aus der Saalekaltzeit.

## Geographie

### Lage
Der Höhenzug Westerberg liegt zwischen dem Land Hadeln im Westen und Land Kehdingen im Osten. Er erstreckt sich zwischen Bröckelbeck, einem Weiler der Stadt Hemmoor, im Norden und Hollen, einem Ortsteil der Gemeinde Hollnseth, im Süden mit dem zentralen Kernort der Gemeinde Lamstedt etwa in der Mitte des Landschaft. In Nord-Süd-Richtung ist der Höhenzug etwa 11 km lang und in Ost-West-Richtung rund 5 km breit. Etwas nordwestlich von ihm liegt der Balksee mit dem Varreler Moor am Ostufer, westlich breitet sich die Winzler Heide aus. Nordnordwestlich des Westerbergs leitet die Landschaft zum Höhenzug Wingst über.

### Naturräumliche Zuordnung
Der Westerberg gehört in der naturräumlichen Haupteinheitengruppe Stader Geest (Nr. 63), in der Haupteinheit Wesermünder Geest (633) und in der Untereinheit Cuxhavener Geest (633.1) zum Naturraum Lamstedter Endmoränen (633.10), zu dem auch die Wingst im Nordnordwesten zählt; die Lamstedter Endmoränen reichen nach Süden noch bis zum weit vom Westerberg entfernten Gnarrenburg am Oste-Hamme-Kanal. Nach Westen fällt die Landschaft sanft in den Naturraum Stinstedter Niederungen (633.11) ab. Nach Osten leitet sie in den Naturraum Mehe-Oste-Niederung (632.12) über, der in der Haupteinheit Hamme-Oste-Niederung (632) zur Untereinheit Osteniederung (632.1) gehört. Nach Nordnordosten fällt die Landschaft sanft in den Naturraum Land Kehdingen (670.01) ab, der in der Haupteinheitengruppe Elbmarschen (Elbeniederung; 67) und in der Haupteinheit Harburger Elbmarschen (670) zur Untereinheit Stader Marschen (670.0) zählt.

### Erhebungen
Zu den Erhebungen des Höhenzugs Westerberg gehören – sortiert nach Höhe in Meter (m) über Normalhöhennull (NHN):
- Georgenhöhe (Georgshöhe; 66 m),[1] bei Rahden (Lamstedt)
- Besenbeckerberg (63 m),[2] bei Rahden (Lamstedt)
- Hollbeckerberg (59 m),[2] bei Heeßel (Hemmoor)
- Bullenberg (56 m),[1] in Nindorf (Lamstedt)
- Dulonsberg (56 m),[1] bei Hollen (Hollnseth)
- Kiekerberg (51,5 m),[1] bei Heeßel (Hemmoor)

### Gewässer
Im Norden des Westerbergs entspringt der kleine Goldbach, dessen Wasser durch den Remperbach in den nordwestlich gelegenen Balksee fließt, und der Heeßeler Mühlenbach, dessen Wasser durch den aus dem Mittelteil der Landschaft kommenden Hackermühlener Bach und durch das letztlich nordwärts gerichtete Basbecker Schleusenfleth die Oste und dann den Elbe-Ästuar erreicht. Im Mittelteil des Höhenzugs entspringt der Hornbach dessen Wasser durch den Stinstedter Randkanal (Hornbach, Hörnbach) nordwestwärts dem Hadelner Kanal (Teil des Elbe-Weser-Schifffahrtswegs) zufließt. Vorbei am Südteil der Landschaft fließt der Hollener Mühlenbach, dessen Wasser nordostwärts durch die Mehe ebenfalls die Oste erreicht.

## Geschichte
Der Ministeriale Friedrich der Ältere von Haseldorf († 1272), Bruder des Bischofs Friedrich von Haseldorf, stiftete um die Mitte des 13. Jahrhunderts mit Ländereien aus dem Besitz der Familie auf dem Westerberg im Erzstift Bremen ein Nonnenkloster, das zu einem unbekannten Zeitpunkt in das damals ebenfalls stiftbremische Eulsete verlegt wurde. Das Kloster Himmelpforten blieb auch danach Besitzer des Westerbergs mit seinen Waldungen.

## Schutzgebiete

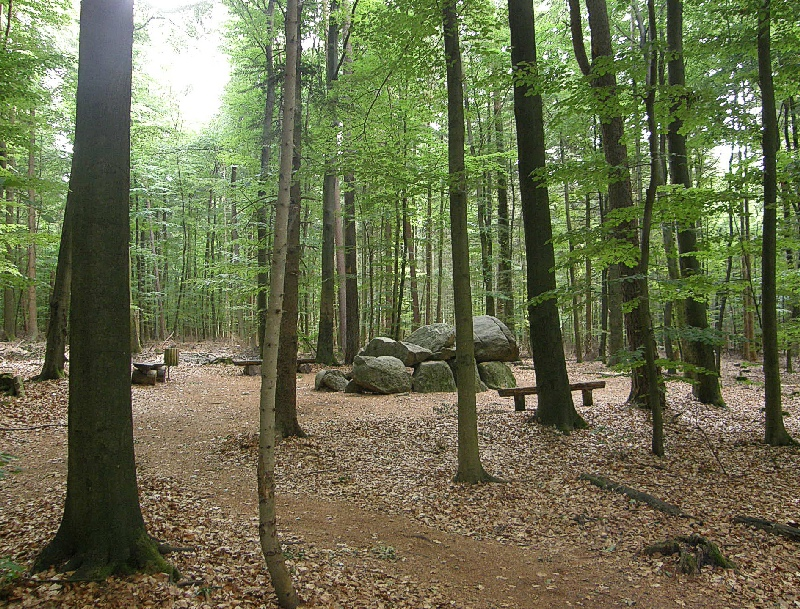
Großsteingrab Steinofen auf dem Westerberg

Im Norden des Höhenzugs Westerberg liegen das Naturschutzgebiet Westerberg und oberes Hackemühlener Bachtal (CDDA-Nr. 555552571; 2012 ausgewiesen; 2,18 km² groß) und das Fauna-Flora-Habitat-Gebiet Westerberge bei Rahden (FFH-Nr. 2320-331; 1,8667 km²). Am Nordrand befindet sich das Landschaftsschutzgebiet Hollbecker- und Kiekerberg (CDDA-Nr. 321726; 1938; 66,2 ha).

## Gräber
Im Waldgebiet des Westerbergs befinden sich neben zahlreichen Hügelgräbern die Megalithanlage Steenaben (Steinofen) und ein Steingarten, eine Findlingskollektion von 106 Exponaten, dessen Findlinge Zeugen der eiszeitlich geprägten Region sind.